# Georges Bonnac
Georges Bonnac est un militant syndicaliste, socialiste et résistant français, né le 25 juin 1903 à Bordeaux et mort le 3 ou le 30 janvier 1945 en déportation au camp de concentration de Melk (de) en Autriche.
Il est pendant l'été 1940 à l’origine du premier groupe de résistance formé à Bordeaux, et organise des actions dans tout le Sud-Ouest. Chef régional du mouvement Libération-Nord, dirigeant de la CGT clandestine, il est choisi par le Conseil national de la Résistance pour diriger dans la région « B » les Mouvements unis de la Résistance jusqu'à son arrestation en mai 1944.

## Biographie
Georges Bonnac naît le 25 juin 1903 à Bordeaux.
Une fille, Gilberte, naît en 1926 de son mariage. Georges est fonctionnaire municipal dans sa ville natale, où il atteint le grade de chef de service.
À l'âge de 22 ans, en 1925 il s'implique dans le syndicalisme : à la mairie de Bordeaux il devient secrétaire de la section du personnel ouvrier, puis secrétaire général du syndicat CGT. À ce titre il est délégué en septembre 1935 au 29e congrès national de la centrale syndicale, puis au 36e en mars 1936 : il y représente la fédération des services publics. 
En 1937 il devient secrétaire de la fédération CGT des services publics et de santé, fonction qu'il exercera jusqu'à son arrestation. Il est en août 1939 au nombre des dirigeants de la CGT qui signent la déclaration qui condamne le pacte germano-soviétique. 
Actif politiquement à la SFIO, il participe pendant l'été 1940 à la mise en place en Gironde d'un Comité d'action socialiste dirigé par Fernand Audeguil. En liaison avec Henri Ribière il monte et dirige un groupe clandestin rattaché à Libération-Nord. Sous divers pseudonymes (Canevas, Brasseur, Borgeois ou Bernardet) il participe à plusieurs actions de résistance, y compris dans les Landes et dans le centre de la France, et devient le chef régional des Mouvements unis de la Résistance pour la région B,.
La police française l'interpelle à Bordeaux le 26 mai 1944 et le livre à la Gestapo qui le torture. Le 9 août 1944 les Allemands le déportent en Autriche à Mauthausen, puis à Melk dans une annexe de ce camp où il meurt en janvier 1945.

## Décorations
- Commandeur de la Légion d'honneur à titre posthume[2]

## Hommage
Il est l'éponyme d'une rue du centre de Bordeaux.